# 헤드리스 브라우저
헤드리스 브라우저(headless browser)는 그래픽 사용자 인터페이스가 없는 웹 브라우저이다.
헤드리스 브라우저는 저명한 웹 브라우저들과 비슷한 환경에서 웹 페이지의 자동화된 제어를 제공하지만 명령 줄 인터페이스를 통해서나 네트워크 통신을 사용하여 실행된다. 특히 기타 테스트 방식을 사용해서는 실현이 불가능한 페이지 레이아웃, 색, 글꼴 선택, 자바스크립트와 Ajax의 실행 등 브라우저와 동일한 방식으로 HTML을 렌더링하고 이해할 수 있다는 조건에서 기능 테스트를 하는데 유용하다.
구글 크롬 버전 59와 모질라 파이어폭스 버전 56부터 브라우저의 원격 제어를 위한 네이티브 지원이 제공된다.

## 사용하기
여러 주요 브라우저들이 API를 통해 네이티브로 헤드리스 모드를 지원하며 일부 소프트웨어는 통일된 인터페이스를 통해 브라우저 자동화를 수행하기 위해 존재한다. 예를 들어 다음과 같은 것들이 있다:
- 셀레늄 웹드라이버 - W3C 준수 웹드라이버 구현체
- 플레이라이트(Playwright) - 크로미엄, 파이어폭스, 웹킷을 자동화하기 위한 Node.js 라이브러리
- 퓨피티어(Puppeteer) - 크롬 자동화를 위한 Node.js 라이브러리